# 17. slovenska narodnoosvobodilna brigada »Simon Gregorčič«
Za druge 17. brigade glejte 17. brigada.
17. slovenska narodnoosvobodilna brigada »Simon Gregorčič« je bila brigada v sestavi Narodnoosvobodilne vojske in partizanskih odredov Jugoslavije in ki je delovala med drugo svetovno vojno na območju Kraljevine Jugoslavije.

## Organizacija
- štab
- 4x bataljon